# 歩兵第122連隊
歩兵第122連隊（ほへいだい122れんたい）は、大日本帝国陸軍第65旅団の部隊。1940年（昭和15年）8月、松山市にて編成される。
1941年（昭和16年）11月16日松山市三津浜を出港、11月23日台湾に上陸した。太平洋戦争開始後の1942年1月1日、ルソン島に上陸。
フィリピンの戦いに参加したのち、マーシャル諸島で終戦をむかえた。